# Cyrtanthus elatus
Cyrtanthus elatus, conocida también como Vallota speciosa es una planta herbácea, perenne y bulbosa de atractivas flores, perteneciente a la familia de las amarilidáceas.

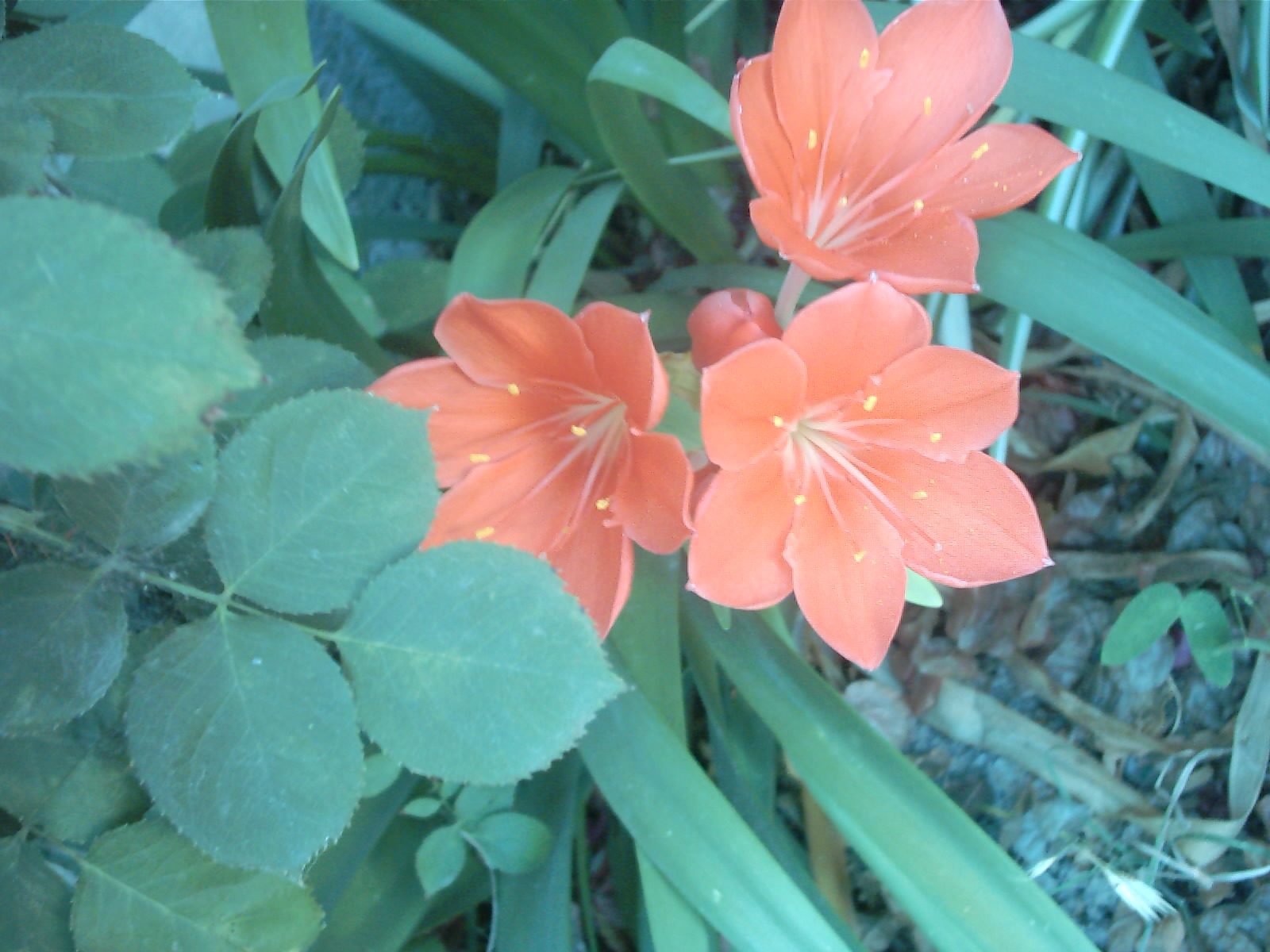
Vista de la planta

Es originaria de Sudáfrica.

## Descripción
Las flores de esta especie pueden ser de color rojo brillante, anaranjado, amarillo y, ocasionalmente, rosado o blanco. Los tallos pueden crecer hasta 70 cm. Son plantas atractivas que se cultivan en todo el mundo por sus grandes flores. Pueden cultivarse fácilmente en macetas, requiriendo pleno sol o sombra parcial. Florece hacia fines del verano y a principios del otoño.

## Taxonomía
Cyrtanthus elatus fue descrita por T.Durand & Traub y publicado en Amaryllidaceae: 250, en el año (1837)
Etimología
Cyrtanthus: nombre genérico que fue acuñado por William Aiton en 1789 y que proviene del griego «kyrtos», que significa curvado y «anthos», flor, en referencia a las flores con forma de tubo curvado que presentan varias especies del género.
elatus: epíteto latino que significa "alta".
Sinonimia
- Amaryllis elata Jacq. (1797)
- Vallota purpurea (Aiton) Herb.
- Vallota speciosa (L.f.) T.Durand & Schinz (1894)
- Cyrtanthus purpureus (Aiton) Traub (1963)
- Cyrtanthus speciosus (L.f.) Traub (1972)[5]
- Amaryllis mexicana Savi
- Amaryllis purpurea Aiton
- Amaryllis speciosa (L.f.) L'Hér.
- Crinum speciosum L.f.
- Vallota elata (Jacq.) M.Roem.
- Vallota eximia auct.
- Vallota grandiflora Carrière[6]